# Liste der Pfarren im Dekanat Molln
Das Dekanat Molln war ein Dekanat der römisch-katholischen Diözese Linz. Es wurde 2021 aufgelöst und die Pfarren dem neu errichteten Dekanat Steyrtal zugeordnet.

## Pfarren mit Kirchengebäuden und Kapellen
| Ort                    | Pfarrverband | Patrozinium            | Kirchengebäude und Kapellen                                                    | Bild                               |
| Frauenstein            | Molln        | Mariä Heimsuchung      | Wallfahrtskirche Frauenstein                                                   | Wallfahrtskfarrkirche Frauenstein  |
| Grünburg               | Molln        | Hl. Georg              | Pfarrkirche Grünburg                                                           | Pfarrkirche Grünburg               |
| Leonstein              | Molln        | Hl. Stephanus          | Pfarrkirche Leonstein                                                          | Pfarrkirche Leonstein              |
| Molln                  | Molln        | Hl. Laurentius         | Pfarrkirche Molln Filialkirche Innerbreitenau, Rosalienkapelle in Bodinggraben | Pfarrkirche Molln                  |
| Steinbach an der Steyr | Molln        | Hl. Bartholomäus       | Pfarrkirche Steinbach an der Steyr                                             | Pfarrkirche Steinbach an der Steyr |
| Waldneukirchen         | Molln        | Hll. Petrus und Paulus | Pfarrkirche Waldneukirchen                                                     | Pfarrkirche Waldneukirchen         |

## Dekanat Molln
Das Dekanat umfasste sechs Pfarren.

## Dechanten
- 1980–2001 Franz Weißenberger (1930–2021), Pfarrer von Steinbach an der Steyr[1]
- bis 2021 Alois Hofmann